# Luc Courtois
Pour les articles homonymes, voir Courtois.
Luc Courtois, né en 1958, est un historien belge de la période contemporaine.
Professeur émérite d'histoire contemporaine à l'Université catholique de Louvain et directeur du Dictionnaire d'histoire et de géographique ecclésiastiques, il a notamment étudié la bande dessinée wallonne, l'émigration des Wallons de Suède et le rôle de Paulin Ladeuze dans la crise moderniste que subit l'Église catholique au moment du modernisme notamment défendu par Alfred Loisy.
Depuis 1991, Luc Courtois est directeur de la Fondation wallonne Pierre-Marie et Jean-François Humblet basée à Louvain-la-Neuve .
En 1999, il écrit l'ouvrage Du régional à l'universel L'imaginaire wallon dans la bande dessinée sur les origines wallonnes et bruxelloises dans la bande dessinée francophone mondiale.
En 2009, la bibliothèque Marguerite Yourcenar accueille l'exposition L'imaginaire wallon en bande dessinée en collaboration avec Luc Courtois au cœur du château Bilquin-de Cartier. L'exposition retrace les moments importants de la région wallonne, par quelques cases et bulles.

## Œuvre

### Publications
- Jean Pirotte et Luc Courtois, Du régional à l'universel. : L'imaginaire wallon dans la bande dessinée., Louvain-la-Neuve, Fondation wallonne Pierre-Marie et Jean-François Humblet, 1999, 310 p. (ISBN 978-2-9600072-3-7 et 2960007239, OCLC 1075833932).
- Luc Courtois, Jean Pirotte et C. Sappia, Pour la Wallonie. Fondation wallonne P.-M. et J.-F. Humblet (1987-2007), Louvain-la-Neuve, 2008.

### Conférences
- Conférence sur la Gaume de Jean-Claude Servais, au Faing, à Jamoigne, le 14 juin 2014[4].